# Route nationale 30 (Belgique)
Pour les articles homonymes, voir N30 et Route nationale 30.
La route nationale 30 est une route du sud-est de la Belgique reliant, sur environ 87 km, Liège à Bastogne par la Baraque de Fraiture. La limitation de vitesse y varie entre 50 km/h à 90 km/h.
Elle a été dédoublée par la   augmentant ainsi la fluidité du trafic.
La course cycliste Liège-Bastogne-Liège emprunte une bonne partie de la N30 durant le premier tiers de la course (entre Liège et Bastogne).

## Localités le long de la N30
- Liège : Pont Albert Ier, Rue du Parc (sens Liège-Bastogne), Tunnel sous la Dérivation (N30A, sens Bastogne-Liège), Boulevard Raymond Poincaré, Boulevard Frankignoul, Boulevard de Froidmont, Boulevard de Douai, Quai des Ardennes
- Chênée
- Embourg
- Beaufays
- Sprimont
- Aywaille
- Harzé
- Werbomont
- Manhay
- Baraque de Fraiture
- Houffalize
- Noville
- Bastogne